# Чемлани, Стивен
Стивен Квелио Чемлани — кенийский легкоатлет, специализируется в марафоне.
27 июля 2014 года стал серебряным призёром Игр Содружества с результатом 2:11.58.

## Достижения
- 2009: 4-е место на Нашвиллском марафоне - 2:16.14
- 2010: 6-е место на Тверийском марафоне - 2:13.22
- 2011: 1-е место на Тверийском марафоне – 2:10.02
- 2011: 2-е место на Берлинском марафоне — 2:07.55
- 2012: 5-е место на Роттердамском марафоне — 2:10.08
- 2013: 3-е место на Римском марафоне – 2:08.30
- 2013: 4-е место на Берлинском марафоне — 2:07.45
- 2014: 2-е место на Сеульском марафоне — 2:06.24
- 2014: 3-е место на Шанхайском марафоне — 2:08.56
- 2015: 2-е место на марафоне в Тэгу — 2:08.21[1]